# Al-Hawash, Hama
Al-Hawash (tiếng Ả Rập: الحواش) là một ngôi làng Syria nằm trongphó huyện Qalaat al-Madiq thuộc huyện Al-Suqaylabiyah ở tỉnh Hama. Theo Cục Thống kê Trung ương Syria (CBS), al-Hawash có dân số 3.300 trong cuộc điều tra dân số năm 2004.